# Instrumentos de voo

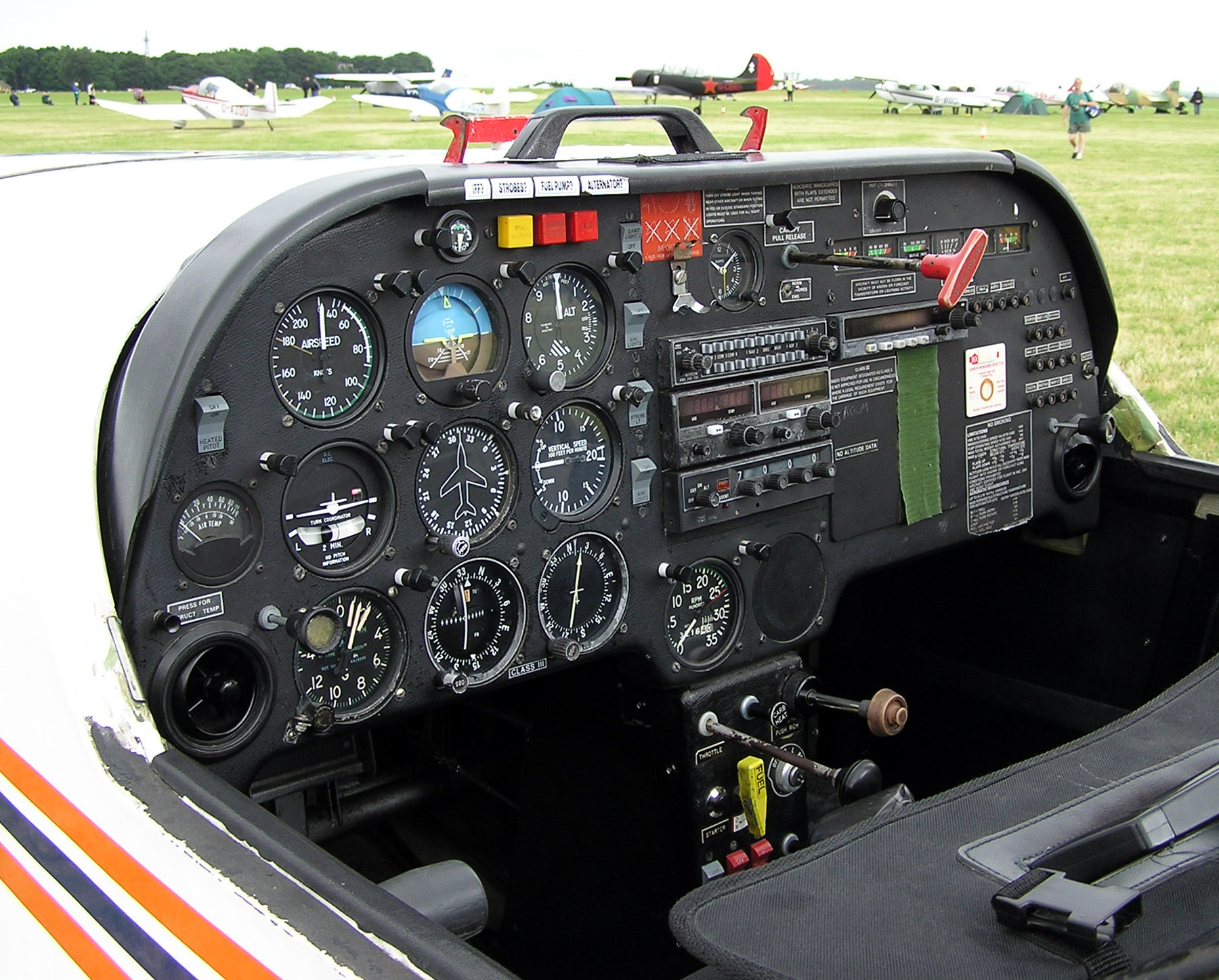
Cabine de pilotagem de um avião leve com dois assentos Slingsby T-67 Firefly. Os instrumentos de voo são visíveis na parte esquerda do painel de instrumentos

Instrumentos de voo são os instrumentos na cabine de pilotagem de uma aeronave que fornecem ao piloto informações sobre a situação da aeronave, tais como altitude, velocidade horizontal, velodidade vertical, proa e outras muitas informações cruciais. Eles melhoram a Segurança ao permitir que o piloto voe a aeronave em voo nivelado, faça curvas ou outras manobras sem uma referência externa à aeronave, tal como o horizonte. As regras de voo visual (VFR) requerem no mínimo um velocímetro, um altímetro e uma bússola ou outro indicador de direção magnética adequado. As regras de voo por instrumentos (IFR) adicionalmente requerem um horizonte artificial, um indicador de rumo e um indicador de razão de curva, bem como um indicador de derrapagem, um altímetro ajustável e um relógio. Voar em condições meteorológicas de voo por instrumentos (IMC) requerem instrumentos de rádio navegação para decolagens e pousos precisos.:3-1
O termo é por vezes utilizado como um sinônimo para os instrumentos da cabine de pilotagem como um todo, cujo contexto pode incluir instrumentos de motores, de navegação e equipamentos de comunicação.
Muitas aeronaves modernas possuem sistemas de instrumentos de voo eletrônicos (EFIS).
A maior parte das aeronaves reguladas no Brasil tem estes instrumentos de voo ditados no Regulamento Brasileiro de Homologação Aeronáutica (RBHA) 91.

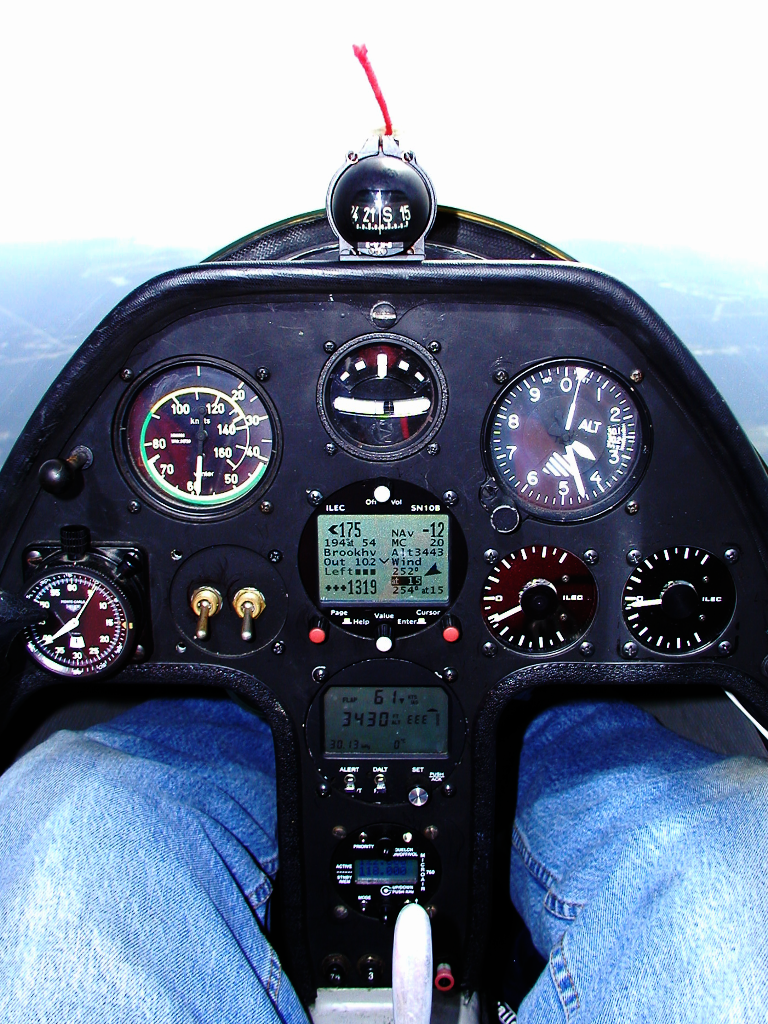
Painel de instrumentos do planador Schempp-Hirth Janus-C equipado para "voo em nuvens". O Indicador de inclinação, curva e derrapagem está no centro e no topo. O indicador de rumo foi substituído por um computador que utiliza GPS com dados de vento de planeio, que alimentam dois variômetros eletrônicos à direita.

## Sistemas Pitot-estático
Instrumentos que são do Sistema Pitot-estático utilizam a diferença na pressão do ar para determinar a velocidade e a altitude.

### Altímetro
O altímetro mostra a altitude da aeronave acima do nível do mar ao medir a diferença entre a pressão nas cápsulas aneróides dentro do altímetro e a pressão atmosférica obtida pelo sistema de pressão estática. A unidade mais comum para calibração do altímetro ao redor do mundo é o hectopascal (hPa), exceto na América do Norte e no Japão, onde a medida se dá em polegadas de mercúrio (inHg). O altímetro é ajustável para a pressão barométrica local que deve ser ajustada corretamente para obter leituras precisas de altitude, usualmente em pés ou em metros. A medida que a aeronave sobe, as cápsulas se expandem e a pressão estática diminui, fazendo com que o altímetro indique uma maior altitude. O efeito oposto ocorre na descida. Logo, quando as agulhas estiverem indicando altitudes mais baixas (por exemplo, entre a primeira operação de 360° dos ponteiros), aparece uma pequena janela com linhas oblíquas informando ao piloto que está próximo do solo. Esta modificação foi incluída no início da década de 1960 após a recorrência de acidentes aéreos causados pela confusão do piloto em relação a sua altitude. Em altitudes mais altas, tal janela desaparece.

### Velocímetro
O velocímetro indica a velocidade da aeronave em relação ao ar que a cerca. A medida é normalmente realizada em nós, mas também é comum encontrar velocímetros que marquem em km/h. O velocímetro funciona pela medição da pressão do ar de impacto no Tubo de Pitot com relação à pressão estática ambiente. A velocidade indicada (IAS) deve ser corrigida pela pressão e temperatura afim de obter a velocidade verdadeira (TAS). Este instrumento normalmente possui cores para indicar velocidades importantes tais como a velocidade de estol, velocidade a nunca exceder, ou velocidades de operação segura dos flaps.

### Variômetro
O indicador de velocidade vertical (VSI), também conhecido por variômetro ou indicador de razão de subida, sente a variação na pressão de ar e apresenta esta informação ao piloto como uma razão de subida ou descida, medida normalmente em pés por minuto, metros por segundo ou nós.

## Sistemas de bússola

### Bússola magnética
A bússola mostra a proa da aeronave em relação ao norte magnético. Alguns erros conhecidos são a declinação magnética, ou a diferença entre a direção magnética e a verdadeira, e o desvio, causado por fiações elétricas na aeronave, que requerem um cartão de correção de bússola. Adicionalmente, a bússola está sujeita a erros de inclinação. Enquanto confiável em voo reto nivelado, pode fornecer indicações confusas quando a aeronave está curvando, subindo, descendo ou acelerando devido a inclinação do campo magnético terrestre. Por esta razão, o indicador de rumo também é utilizado por algumas aeronaves, mas devem ser periodicamente calibrados e comparados à bússola.

## Sistemas giroscópicos

### Horizonte artificial
O indicador de atitude (também conhecido como horizonte artificial) indica a atitude da aeronave em relação ao horizonte. Com este equipamento o piloto consegue identificar se as asas estão niveladas (rolagem) e se o nariz da aeronave está apontando para cima ou para baixo do horizonte arfagem. A atitude é sempre apresentada em graus (°). O indicador de atitude é um instrumento primário para o voo por instrumentos e também é útil em condições de baixa visibilidade. Os pilotos são treinados para usar outros instrumentos, caso este venha a falhar.

### Indicador de rumo
O indicador de rumo (também conhecido como giro direcional) apresenta a proa da aeronave em pontos de bússola e em relação ao norte magnético quando ajustado pela bússola. A fricção do rolamento causa erros de precessão, que devem ser periodicamente corrigidos ao calibrar o instrumento com a bússola magnética. Em muitas aeronaves avançadas (incluindo quase todos os aviões a jato), o indicador de rumo é substituído por um indicador de situação horizontal (HSI), que fornece a mesma informação de proa, mas também assiste na navegação.

### Indicador de inclinação e curva
Este instrumento inclui o indicador de inclinação e curva e o indicador de curva coordenada (ou derrapagem), que indica a rotação da aeronave sobre seu eixo longitudinal. Incluem também um inclinômetro para indicar se a aeronave está em um voo coordenado, ou ainda se está glissando ou derrapando. Também pode indicar o tempo que será necessário para efetuar uma curva padrão. O razão de curva é comumente expressa em graus por segundo ou minutos por volta.

## Sistemas de Diretor de Voo
Estes incluem o Indicador de Situação Horizontal (HSI) e o Indicador de Diretor de Atitude (ADI). O HSI combina a bússola magnética com sinais de navegação e um glide slope. A informação de navegação é fornecida por um VOR/Localizador ou por um GPS.  O ADI é um indicador de atitude com barras atuadas por computador, auxiliando bastante em voos por instrumento.

## Sistemas de navegação

### Very-High Frequency Omnidirectional Range (VOR)
O instrumento indicador do VOR inclui um Indicador de desvio de curso (CDI) um Seletor omnidirecional (OBS) indicador TO/FROM (PARA/DE) e algumas bandeirolas. O CDI indica a posição lateral da aeronave em relação a uma trajetória radial selecionada. É utilizado para orientação de ou para uma estação, além da interceptação de curso. No instrumento, a agulha vertical indica a posição lateral em relação a trajetória selecionada. Uma agulha horizontal permite que o piloto siga uma rampa se o instrumento for utilizado em conjunto com um ILS.

### Radiofarol não direcional (NDB)
O localizador de direção automático (ADF) pode ser de limbo fixo, móvel ou um indicador magnético de rádio (RMI). Um RMI é remotamente acoplado com um indicador de rumo de forma que este automaticamente gire o azimute para representar a proa da aeronave. Enquanto que um ADF simples apresenta apenas uma agulha, um RMI típico possui duas, acopladas em diferentes receptores, permitindo a determinação de posição com apenas um instrumento.

## Layout

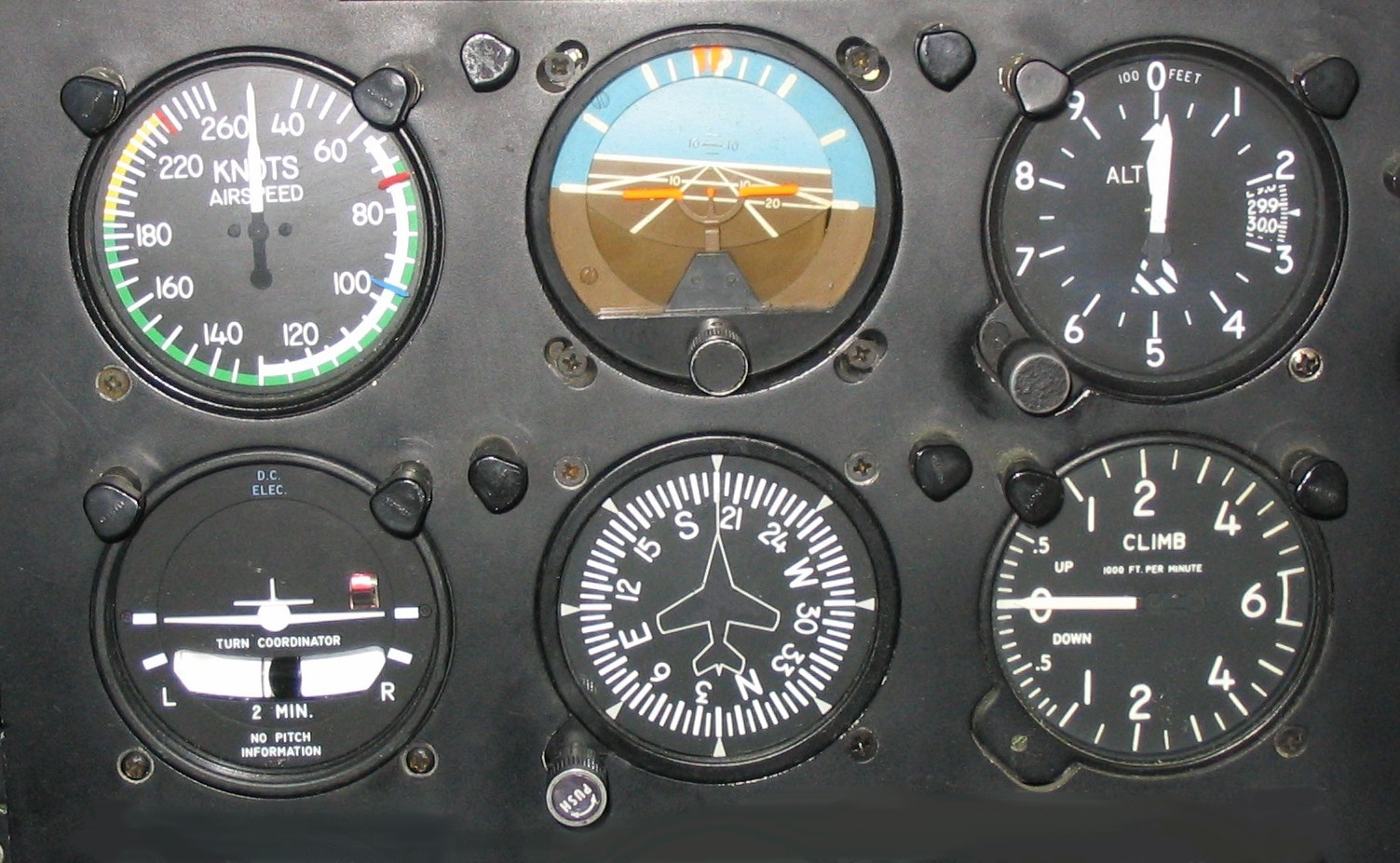
Seis instrumentos básicos em um avião bimotor leve arranjado em “T”. A partir da esquerda em cima: velocímetro, horizonte artificial, altímetro, coordenador de curva, indicador de rumo e variômetro

A maioria das aeronaves são equipadas com um conjunto de “instrumentos de voo” que fornecem ao piloto informações básicas da aeronave, tais como a atitude, velocidade e altitude.

### Arranjo em "T"
A maior parte das aeronaves construídas nos Estados Unidos desde a década de 1940 possuem os instrumentos arranjados em um layout padronizado chamado de arranjo em “T”. O horizonte artificial está no topo e no centro, o velocímetro à esquerda, altímetro à direita e o indicador de rumo logo abaixo do horizonte artificial. Os outros dois, o coordenador de curva e o variômetro são comumente encontrados abaixo do velocímetro e do altímetro. A bússola estará acima do painel de instrumentos normalmente acima do para-brisa, na coluna central.

### Primórdios

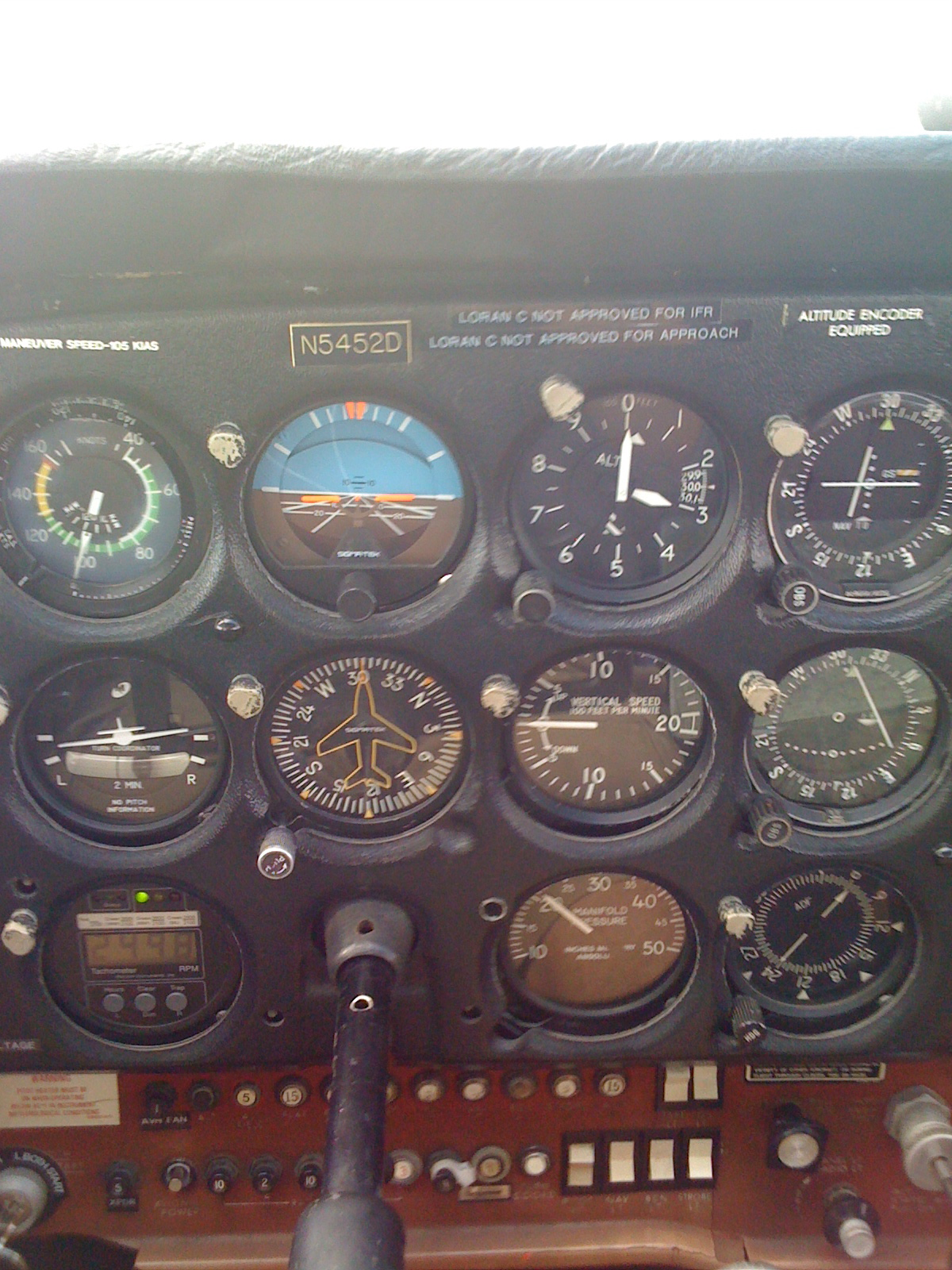
Configuração típica de instrumentos em um Cessna 172

Em 1929, Jimmy Doolittle tornou-se o primeiro piloto a decolar, voar e pousar uma aeronave usando apenas os instrumentos, sem uma visão fora da cabine de pilotagem. Em 1937, a Força Aérea Real (RAF) determinou um conjunto de seis instrumentos essenciais de voo que tornaria-se o painel padrão para voos em condições meteorológicas de voo por instrumentos (IMC) pelos próximos 20 anos. Eles eram:
- altímetro (pés)
- velocímetro (nós)
- indicador de curva e coordenação
- variômetro (pés por minuto)
- horizonte artificial (indicação de atitude)
- indicador de rumo (graus)

Este arranjo de painel foi incorporado em todas as aeronaves da RAF construídas pela especificação oficial de 1938, tais como o Miles Master, Hawker Hurricane, Supermarine Spitfire, e os bombardeiros pesados quadrimotores Avro Lancaster e Handley Page Halifax, com exceção do anterior avião de treinamento monomotor Tiger Moth, minimizando as dificuldades de adaptação entre as aeronaves associadas com o voo "cego", uma vez que o piloto treinado em uma aeronave pudesse rapidamente acostumar-se com qualquer outra se os instrumentos de voo fossem idênticos.
Este conjunto básico de seis instrumentos, também conhecido em inglês como six pack, também foi adotado na aviação comercial. Após a Segunda Guerra Mundial, o arranjo mudou para: (linha superior) velocímetro, horizonte artificial, altímetro (linha inferior) coordenador de curva, indicador de rumo e variômetro.

### Novos desenvolvimentos

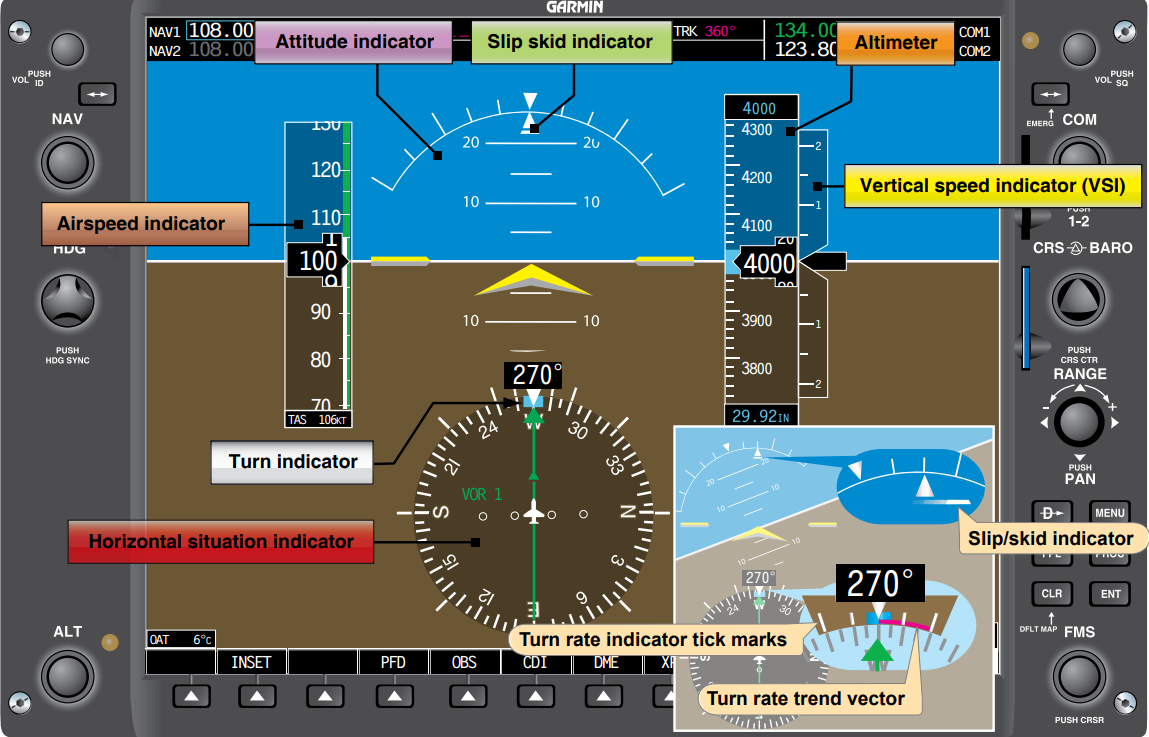
Um Primary flight display (PFD)

Dos seis instrumentos básicos, hoje o indicador de curva está obsoleto. O instrumento foi incluído, mas era de pouco uso na primeira geração de jatos comerciais. Foi removido de muitas aeronaves antes ainda da chegada do glass cockpit. Com um horizonte artificial mais moderno, incluindo giros direcionais e diretores de voo, o coordenador de curva se tornou inútil, exceto quando realizando certos tipos de manobras acrobáticas (que não seriam intencionalmente realizadas em IMC). Mas os outros cinco instrumentos de voo ainda estão presentes em todas as cabines de pilotagem. A forma de apresentação deles foi sendo alterada conforme o tempo. Em glass cockpits estes instrumentos são mostrados em monitores. Mas não mostrados apenas com números, e sim uma representação gráfica dos instrumentos analógicos. O horizonte artificial recebe um espaço central no monitor, com um indicador de proa logo abaixo (usualmente é demonstrado apenas parcialmente). O velocímetro, altímetro e variômetro são demonstrados em colunas, com o velocímetro à esquerda do horizonte artificial e o altímetro e variômetro à sua direita, no mesmo padrão da maior parte das antigas cabines cheias de "relógios".

### Importância e alguns outros instrumentos
Em bom tempo, um piloto pode voar olhando através da janela. Entretanto, quando voando em nuvens ou em voos noturnos, no mínimo um instrumento giroscópico é necessário para orientar a aeronave, sendo tanto um horizonte artificial, um coordenador de curva ou um indicador de rumo.
O variômetro (ou VSI) é mais "um auxílio" do que um instrumento absolutamente essencial. Em aeronaves a jato, ele demonstra a velocidade vertical em milhares de pés por minuto, usualmente entre -6 a +6. O indicador de rumo pode ser usado para navegação, mas é também um instrumento de voo. É necessário para controlar o ajuste de proa, para ser a mesma da pista de pouso. A velocidade indicada, ou IAS, é o segundo instrumento mais importante e indica a velocidade muito precisamente em uma variável de 45 a 250 nós. Em altas altitudes um machímetro é usado, para prevenir que a aeronave exceda a velocidade. Um outro instrumento que demonstra a velocidade verdadeira (TAS) também é encontrado em algumas aeronaves. A TAS apresenta velocidades de 200 nós ou maiores (é como o machímetro: não necessariamente um instrumento de voo). O altímetro apresenta a altitude em pés, que deve ser corrigida pela pressão local do aeroporto em que se irá pousar. O altímetro pode ser ajustado para mostrar uma altitude de zero pés na pista, mas é muito mais comum ajustar o altímetro para mostrar a altitude real da pista quando a aeronave pousa. Neste último caso, os pilotos devem ter em mente a elevação da pista. Entretanto, um rádio altímetro (que apresenta a altura da aeronave sobre o solo se menor que 2,000–2,500 ft (610–760 m)) tem sido padrão em grandes aeronaves há algumas décadas. Este instrumento, entretanto, não está entre os cinco principais, mas ainda deve ser considerado como um instrumento de voo.